# Rødøy
Gmina Rødøy (norw. Rødøy kommune) – norweska gmina leżąca w regionie Nordland. Jej siedzibą jest miasto Vågaholmen.
Rødøy jest 157. norweską gminą pod względem powierzchni.
Pochodzi stąd najwcześniejszy zapis o wykorzystaniu nart (norweska rzeźba naskalna Człowiek z Rodoy).

## Demografia
Według danych z roku 2005 gminę zamieszkuje 1443 osób, gęstość zaludnienia wynosi 2,04 os./km². 
Pod względem zaludnienia Rødøy zajmuje 370. miejsce wśród norweskich gmin.
| ludność stan na 1 stycznia 2005 |         |           |       |
|                                 | kobiety | mężczyźni | razem |
| osób                            | 745     | 698       | 1443  |
| %                               | 51,63%  | 48,37%    | 100%  |

| wykształcenie stan na 1 października 2004 |        |         |        |        |
|                                           | podst. | średnie | wyższe | niezn. |
| osób                                      | 402    | 562     | 120    | 14     |
| %                                         | 36,61% | 51,18%  | 10,93% | 1,28%  |

## Edukacja
Według danych z 1 października 2004:
- liczba szkół podstawowych (norw. grunnskolar): 10
- liczba uczniów szkół podst.: 233

## Władze gminy
Według danych na rok 2011 administratorem gminy (norw. rådmann) jest Svend Leif Einvik, natomiast burmistrzem (norw. ordfører, d. borgermester) jest Olav Terje Hoff.